# 哈麗瑪·阿登
哈麗瑪·阿登（英語：Halima Aden，1997年9月19日—），美国模特儿。出生于肯尼亚一个难民营，她一家来自索馬里。七岁时，阿登移民美国圣克劳德。
2016年，阿登參加美國明尼苏达小姐比賽，成为世界第一名穿著布基尼和希贾布的選手。比赛后，她签约IMG模特儿经纪公司并在2018年成为联合国儿童基金会大使。